# جبال ترارة

جبال ترارة، الجزائر

جبال ترارة هي سلسلة جبال الجزائر تقع في الشمال الغربي من البلاد في ولاية تلمسان غرب وهران تتميز بتضاريسها المتميزة وسكانها و تاريخها العريق.

## جغرافيا
جبال ترارة هي سلسلة ساحلية في الامتداد الغربي للأطلس التلي. وهي تمثل كتلة جبلية يصعب الوصول إليها في التل الوهراني. تظهر هذه الكتلة الصخرية كقوس جبلي يربط بين البحر الأبيض المتوسط من الشمال ووادي التافنة من الشرق ووادي مويلح من الجنوب ووادي قيس إلى الغرب الذي يحدد الحدود الجزائرية المغربية

تمثل هذه المساحة كتلة جغرافية محددة نظرًا لتضاريسها الوعرة المتوجهة من الشرق إلى الغرب و تشمل كامل شمال ولاية تلمسان والشمال الغربي من ولاية عين تموشنت.

يتكون الغطاء النباتي للمرتفعات الصخرية من أشجار الصنوبر وأشجار السرو

## إدارة
تنتمي الكتلة الجبلية لترارة إدارياً إلى ثمانية عشر بلدية، منها 16 بلدية في شمال ولاية تلمسان واثنتان في ولاية عين تموشنت. ولكن من الصعب تحديد مساحة جبال ترارة. وتُستبعد أحيانا بلديات ولاية عين تموشنت من الإقليم وقد حقق عديد المؤلفين في انتمائها إلى الجبال وذلك لأنها تختلف اختلافًا كبيرًا عن بقية المنطقة من حيث المحيط الطبيعي وأيضًا على المستوى الاجتماعي. تنقسم بلديات الكتلة الصخرية إلى ثلاث مناطق جغرافية: 
تضم مجموعة ترارة الغربية بلديات مرسى بن مهيدي، مسيردة الفواقة، سوق الثلاثاء.
- تشمل منطقة ترارة المركزية بلديات الغزوات، السواحلية، تيانت، دار يغمراسن، ندرومة، جبالة وعين الكبيرة.
- تضم منطقة شرق ترارة بلديات فلاوسن، هنين، بني خلاد، بني ورسوس وعين فتاح وبلديتين من ولاية عين تموشنت: ولهاصة وسيدي أورياش اللتان يُختلف في انتماءهما إلى كتلة جبال ترارة.

## سكان
مثل معظم المناطق الجبلية الأخرى في شمال إفريقيا، يتميز هذا الكيان الإقليمي بالبيئة البشرية من أصل أمازيغي. تجمعت القبائل التي تعيش في هذه المنطقة منذ العصور الوسطى في كونفدرالية تسمى ترارا، تحمل نفس اسم هذه الكتلة الجبلية، وتتألف من سبع قبائل من فروع قبيلة بني فاتن الكومية وهي: بني مسهل، بني منير، بني وارسوس، بني خلاد، بني عابد و أخيرا ولهاصة بفرعيها بني فْروزش وبني ريمان.

### هجرة
تعد ترارة مكانًا متميزًا للهجرات الكبيرة منذ أواخرالقرن التاسع عشر بسبب اختلال التوازن بين الانفجار السكاني واقتصاد البقاء المحدود الموارد. خلال الاستعمار الفرنسي، كانت المنطقة واحدة من مراكز الهجرة الجزائرية بالإضافة إلى مناطق القبائل، والظهرة والأوراس. وكانت وجهة الهجرة الرئيسية هي نحو فرنسا. بعد الاستقلال انخفضت هذه الهجرة.

استمرت الهجرة من جبال ترارة بالتدفق منذ القرن العشرين نحو السهول والمدن المجاورة خصوصا مغنية والرمشي وبني صاف، ولكن أيضا غيرها من مدن غرب الجزائر منذ الاستقلال مثل وهران ووسيدي بلعباس و أيضا الجزائر العاصمة.

## مجتمع
شهدت منطقة ترارة تعريبًا مبكرًا و مثل العديد من اللهجات المساة ما قبل الهلالية على غرار قبائل الحدرة و منطقة جبالة، و التي استعربت بعد الفتح الإسلامي حسب المصادر الفرنسية، تعتبر هذه اللهجة نتاج علاقة بين البحر الأبيض المتوسط والسلاسل الساحلية والمدن الإسلامية الداخلية الكبيرة أي ما بين تلمسان وموانئ رشقون وهنين و التي أدت إلى تعريب المزارعين البربر من سكان المنطقة.

أدى تكيف هؤلاء السكان مع البيئة الجبلية إلى تطوير اقتصاد محلي تقليدي. حتى بداية القرن العشرين، كانت ترارا واحدة من أكثر المناطق اكتظاظًا بالسكان في القطاع الوهراني. تعرف هذه المجتمعات الجبلية بميزة فريدة: وفرة التعليم الديني والمؤلفات الدينية، وهيمنة زراعة الأشجار ونشاطها الحرفي الذي يتميز بسمعة عالية. لا تزال مدينة ندرومة إلى اليوم مشهورة في الجزائر بمثقفيها.

## اقتصاد

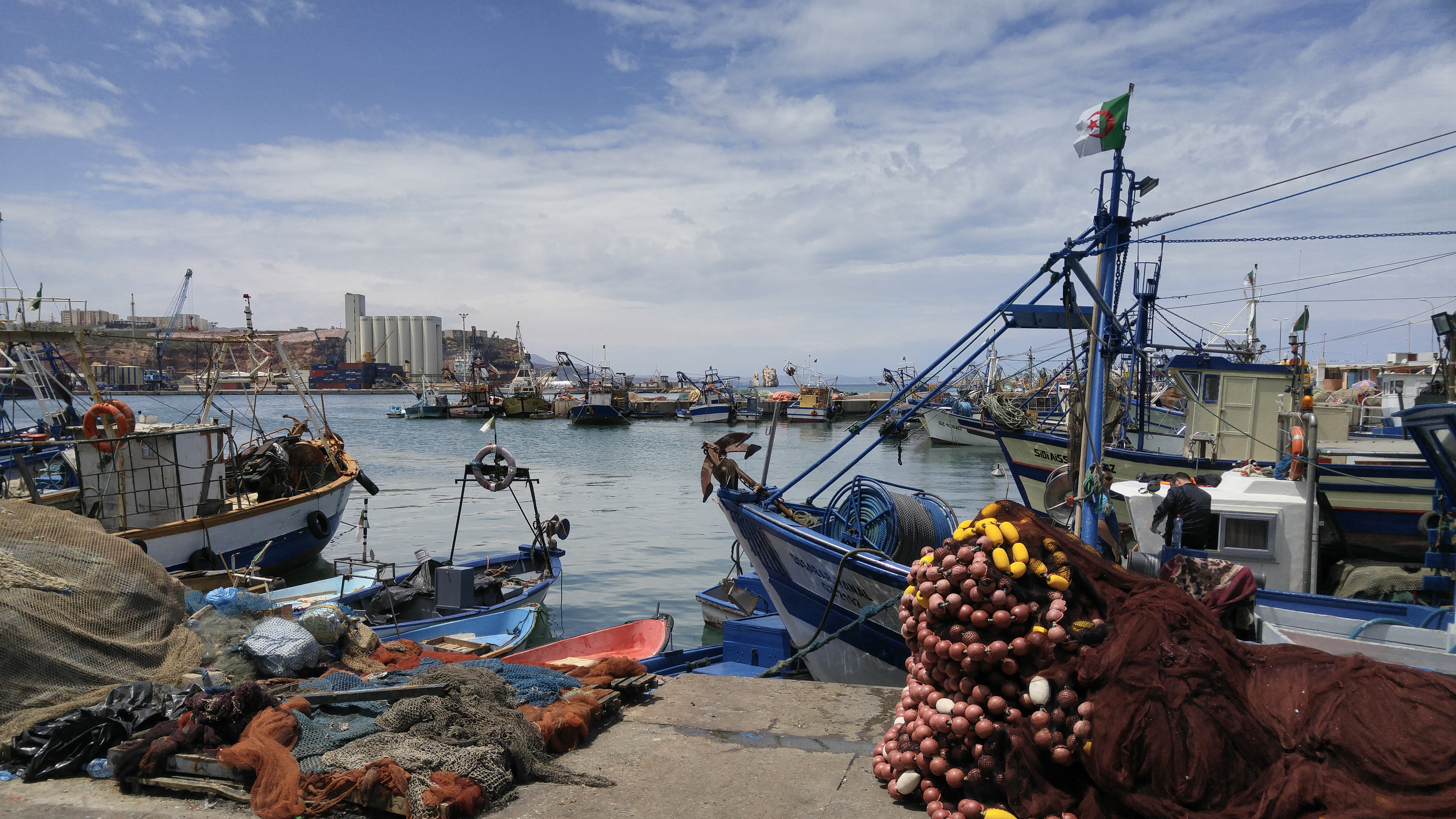
ميناء الغزوات.

تمتاز المنطقة بالنشاط الجبلي المتاخم للبحر الأبيض المتوسط، ويستند النشاط الاقتصادي في المنطقة بشكل رئيسي على أنشطة الموانئ في المدن الرئيسية الثلاث من الساحل : مرسى بن مهيدي، الغزوات وهنين. الغزوات هي الميناء الرئيسي للتجارة وصيد الأسماك ونقل البضائع والمسافرين بولاية تلمسان.

## تراث
تعتبر جبال ترارة مهد الموحدين. إنها مسقط رأس عبد المؤمن الكومي ومنطلقه لغزو الدولة المرابطية. تحتوي هذه الكتلة الجبلية أيضًا على آثار تاريخية ومنتجعات صيفية مثل:
- ندرومة، وهي مدينة تاريخية على طراز المدن المغاربية القديمة.
- هنين كانت محطة تجارية للفينيقيين ومدينة نوميدية، لعبت دور ميناء تلمسان في العهد الزياني، ولا تزال فيها بقايا مدينة الخوارج.
- موقع سيدنا يوشع.
- جزيرة رشقون حيث بعض الآثار الفينيقية من القرن السادس قبل الميلاد.

أُدرجت المنطقة في القائمة الإرشادية للتراث العالمي لليونسكو منذ عام 2002 تحت عنوان "Nedroma and Trara" للمعايير (ii) (iii) (iv) (v).

## مقالات ذات صلة
- ولاية تلمسان
- تلمسان